# Siegfried Reda
Siegfried Reda (* 27. Juli 1916 in Bochum; † 13. Dezember 1968 in Mülheim an der Ruhr) war ein deutscher Komponist und Organist.

## Leben
Reda studierte bei Otto Heinermann in Dortmund sowie bei Ernst Pepping und Hugo Distler an der Kirchenmusikschule Berlin-Spandau und war Organist in Bochum, Gelsenkirchen und Berlin. 1946 wurde er Leiter des Instituts für Evangelische Kirchenmusik der Folkwang-Hochschule Essen, zugleich auch Professor für Orgel und Komposition. 1953 wurde er Kirchenmusikdirektor an der St.-Petri-Kirche in Mülheim an der Ruhr. Zu seinen Schülern zählen Herbert Callhoff, Gisbert Schneider, Wolfgang Hufschmidt und Matthias Kern.
1996 wurde in Mülheim an der Ruhr ein Platz nach ihm benannt.

## Werk
Reda gilt als eine der aktivsten Kräfte bei der Erneuerung der evangelischen Kirchenmusik nach dem Zweiten Weltkrieg. Dementsprechend schrieb er überwiegend Musik mit liturgischem Bezug. Als sein Hauptwerk ist sicher die Sammlung „Chormusik für das Jahr der Kirche“ anzusehen, in der er über 40 Epistelmotetten, über 40 Psalmsprüche bzw. Psalmlieder, über sechzig Chorsätze zu den Gradualliedern sowie sechs Evangelienmusiken (darunter die Weihnachts- und die Ostergeschichte, 1949 bzw. 1951) versammelt hat. 
Orgelwerke (Auswahl)
- Choral-Suite (1941)
- Choralkonzert I „O wie selig seid ihr doch, ihr Frommen“ (1946)
- Choralkonzert II „Gottes Sohn ist kommen“ (1946)
- Orgelkonzert I (1947)
- Orgelkonzert II (1947)
- Orgelkonzert III (1948)
- Choralkonzert „Christ unser Herr zum Jordan kam“ (1948)
- Triptychon zum Kirchenlied „O Welt, ich muss dich lassen“ (1951)
- Adventspartita „Mit Ernst, o Menschenkinder“ (1952)
- Choralkonzert „O Traurigkeit, o Herzeleid“ (1953)
- Sieben Monologe (1953)
- Marienbilder (1955)
- Präludium, Fuge und Quadruplum (1957)
- Sonate (1960)
- Meditation über das Passionslied „Ein Lämmlein geht und trägt die Schuld“ (1964)
- Choralkonzert „Ich weiß ein lieblich Engelspiel“ (1968, verkürzte Fassung des unveröffentlichten Werks „Gloria Dei“ von 1957)

Geistliche Chorwerke jenseits der Sammlung „Chormusik für das Jahr der Kirche“ (Auswahl)
- Choralkantate „Fröhlich soll mein Herze springen“ (1945) für Einzelstimme, Chor und Orgel
- Magnificat peregrini toni (1949) für Einzelstimme, Chor und Orgel
- Totenmesse (1950, ungedruckt) für Soli, Chor und Orchester
- Amor Dei (1952) für Sopran, Chor und Orgel
- Meditation und Fuge über das Passionslied „Wir danken Dir, Herr Jesu Christ“ (1959) für Chor und Orgel
- Der 8. Psalm (1964) für Sopran- und Bariton-Solo, Chor und Orgel
- Requiem vel vivorum consolatio (1963) für Soli, Chor und Orchester